# Dwudenar
Dwudenar – denar podwójny, srebrna moneta wybijana na Litwie od 1566 do 1621, bez napisów tylko z inicjałami króla, Pogonią i rzymską liczbą II.